# Heroes on Tour
Heroes on Tour – trzeci album koncertowy szwedzkiej grupy muzycznej Sabaton.

## Lista utworów
1. The March To War - 2:04
2. Ghost Division - 4:01
3. To Hell And Back - 3:25
4. Carolus Rex - 5:06
5. No Bullets Fly - 4:10
6. Resist And Bite - 3:33
7. Far From The Fame - 4:43
8. Panzerkampf - 5:53
9. Gott Mit Uns - 3:29
10. The Art Of War - 4:50
11. Soldier Of 3 Armies - 5:03
12. Swedish Pagans - 4:43
13. Screaming Eagles - 4:52
14. Night Witches - 4:03
15. Primo Victoria - 6:50
16. Metal Crüe	6:47